# FA Community Shield 2017
Lo FA Community Shield 2017 si è disputato domenica 6 agosto 2017 al Wembley Stadium di Londra.
La sfida ha visto contrapporsi il Chelsea, campione d'Inghilterra in carica, e l'Arsenal, vincitore della FA Cup 2016-2017.
A conquistare il trofeo è stato l'Arsenal, che si è imposto ai calci di rigore dopo l'1-1 dei tempi regolamentari. Il trofeo è stato assegnato dagli undici metri per la prima volta dopo otto anni.

## Partecipanti
| Squadre | Qualificazione                           | Partecipazioni precedenti (il grassetto indica la vittoria)                                                                       |
| ------- | ---------------------------------------- | --- |
| Chelsea | Vincitore della Premier League 2016-2017 | 11 (1955, 1970, 1997, 2000, 2005, 2006, 2007, 2009, 2010, 2012, 2015)                                                             |
| Arsenal | Vincitore della FA Cup 2016-2017         | 21 (1930, 1931, 1933, 1934, 1935, 1936, 1938, 1948, 1953, 1979, 1989, 1991, 1993, 1998, 1999, 2002, 2003, 2004, 2005, 2014, 2015) |

## Tabellino
| Arbitro: | Robert Madley (West Riding) |

|                                         |                      |                        |
| Kolašinac 82’                           | Marcatori            | 46’ Moses              |
| Walcott Nacho Oxlade-Chamberlain Giroud | Tiri di rigore 4 – 1 | Cahill Courtois Morata |

| Arsenal | Chelsea |

| P               | 33 | Petr Čech               |     |     |
| D               | 16 | Rob Holding             |     |     |
| D               | 4  | Per Mertesacker (c)     |     | 33’ |
| D               | 18 | Nacho Monreal           |     |     |
| C               | 24 | Héctor Bellerín         | 16’ |     |
| C               | 35 | Mohamed Elneny          |     |     |
| C               | 29 | Granit Xhaka            |     |     |
| C               | 15 | Alex Oxlade-Chamberlain |     |     |
| A               | 17 | Alex Iwobi              |     | 67’ |
| A               | 23 | Danny Welbeck           |     | 87’ |
| A               | 9  | Alexandre Lacazette     |     | 66’ |
| A disposizione: |    |                         |     |     |
| P               | 13 | David Ospina            |     |     |
| D               | 31 | Sead Kolašinac          |     | 33’ |
| C               | 61 | Reiss Nelson            |     | 87’ |
| C               | 69 | Joe Willock             |     |     |
| C               | 30 | Ainsley Maitland-Niles  |     |     |
| A               | 12 | Olivier Giroud          |     | 66’ |
| A               | 14 | Theo Walcott            |     | 67’ |
| Allenatore:     |    |                         |     |     |
| Arsène Wenger   |    |                         |     |     |

| P               | 13 | Thibaut Courtois    |     |     |
| D               | 28 | César Azpilicueta   | 13’ |     |
| D               | 30 | David Luiz          |     |     |
| D               | 24 | Gary Cahill (c)     |     |     |
| C               | 15 | Victor Moses        |     |     |
| C               | 4  | Cesc Fàbregas       |     |     |
| C               | 7  | N'Golo Kanté        |     |     |
| C               | 3  | Marcos Alonso       | 35’ | 79’ |
| A               | 22 | Willian             | 37’ | 82’ |
| A               | 11 | Pedro               | 80’ |     |
| A               | 23 | Michy Batshuayi     |     | 74’ |
| A disposizione: |    |                     |     |     |
| P               | 1  | Willy Caballero     |     |     |
| D               | 2  | Antonio Rüdiger     |     | 79’ |
| D               | 27 | Andreas Christensen |     |     |
| C               | 17 | Charly Musonda      |     | 82’ |
| C               | 36 | Kyle Scott          |     |     |
| C               | 38 | Jeremie Boga        |     |     |
| A               | 9  | Álvaro Morata       |     | 74’ |
| Allenatore:     |    |                     |     |     |
| Antonio Conte   |    |                     |     |     |